# Alexander Preibisch
Alexander Preibisch (* 30. April 1991 in Köln) ist ein deutscher Eishockeyspieler, der seit Juni 2017 bei den Bietigheim Steelers aus der DEL2 unter Vertrag steht und dort auf der Position des rechten Flügelstürmers spielt. Zuvor verbrachte Preibisch mit den Bietigheim Steelers zwei Spielzeiten in der Deutschen Eishockey Liga (DEL), wo er bereits für die Düsseldorfer EG aktiv gewesen war.

## Karriere
Alexander Preibisch begann seine Karriere als Eishockeyspieler in seiner Heimatstadt in der Nachwuchsabteilung des Kölner EC, für den er in der Saison 2004/05 in der Schüler-Bundesliga aktiv war. Die folgende Spielzeit verbrachte er bei den Eisbären Juniors Berlin, ebenfalls in der Schüler-Bundesliga. Zur Saison 2006/07 kehrte der Flügelspieler zum Kölner EC zurück, mit dessen Juniorenmannschaft aus der Deutschen Nachwuchsliga (DNL) er auf Anhieb den DNL-Meistertitel gewann. Nach weiteren zwei Jahren bei der DNL-Mannschaft des KEC, schloss er sich zur Saison 2009/10 der Düsseldorfer EG an. Den Großteil der Spielzeit verbrachte er bei deren zweiter Mannschaft in der viertklassigen Regionalliga, kam jedoch außerdem zu seinem Debüt für die Profimannschaft in der Deutschen Eishockey Liga (DEL). 
Für die Saison 2010/11 wechselte Preibisch zum EHC Dortmund aus der drittklassigen Oberliga. Zur folgenden Spielzeit wurde er vom Ligarivalen Füchse Duisburg verpflichtet. In der Saison 2012/13 kommt er parallel zum Spielbetrieb mit Duisburg in der Oberliga zudem mit einer Förderlizenz für seinen Ex-Klub Düsseldorfer EG in der DEL zum Einsatz. Vom Beginn der Spielzeit 2013/14 lief Preibisch ohne Förderlizenz nur noch für die Düsseldorfer EG auf. Im Dezember 2014 gab der Verein bekannt, dass Preibisch einen weiteren Zweijahresvertrag unterzeichnet hat, mindestens also bis zum Ende der Saison 2016/17 in Düsseldorf verbleiben wird. Am 25. April 2017 gab die DEG bekannt, dass Preibisch keinen neuen Vertrag erhalten würde.
Preibisch wechselte daraufhin zu den Bietigheim Steelers in die DEL2, mit denen er am Ende der Saison 2017/18 den ersten DEL2-Meistertitel gewann. In der Spielzeit 2020/21 sicherten sich die Steelers abermals den Meistertitel, der allerdings mit dem Aufstieg in die DEL verbunden war. Nach zweijähriger Zugehörigkeit zur DEL stieg Preibisch am Ende der Saison 2022/23 mit der Mannschaft wieder in den DEL2 ab. Nur ein Jahr später folgte mit den Steelers ein abermaliger Abstieg in die Oberliga, gefolgt vom direkten Wiederaufstieg.

## Erfolge und Auszeichnungen
- 2007 DNL-Meister mit dem Kölner EC
- 2018 DEL2-Meister mit den Bietigheim Steelers
- 2021 DEL2-Meister und Aufstieg in die DEL mit den Bietigheim Steelers
- 2025 Oberliga-Meister und Aufstieg in die DEL2 mit den Bietigheim Steelers

## Karrierestatistik
Stand: Ende der Saison 2024/25
(Legende zur Spielerstatistik: Sp oder GP = absolvierte Spiele; T oder G = erzielte Tore; V oder A = erzielte Assists; Pkt oder Pts = erzielte Scorerpunkte; SM oder PIM = erhaltene Strafminuten; +/− = Plus/Minus-Bilanz; PP = erzielte Überzahltore; SH = erzielte Unterzahltore; GW = erzielte Siegtore; 1 Play-downs/Relegation; Kursiv: Statistik nicht vollständig)